# Ванденко Андрій Євгенович
Андрі́й Євге́нович Ванде́нко (нар. 8 листопада 1959, Луганськ, Українська РСР, СРСР) — російський журналіст українського походження. Працює в жанрі інтерв'ю, автор кількох тисяч бесід з вищими державними діячами, першими особами культури, політики, спорту і бізнесу, лауреат професійних премій і нагород, керівник спецпроєкту Інформаційного агентства Росії ТАСС — «Перші особи».

## Біографія
Народився 8 листопада 1959 року в Україні в місті Ворошиловград в родині випускників Харківського політеху, розподілених на Луганський тепловозобудівний завод після закінчення інституту. Батько — Ванденко Євген Дмитрович, секретар парткому вугільного НДІ, позаштатний помічник першого секретаря Луганського обкому партії. Мати — Ванденко Ніна Володимирівна (1934—2019), викладач теоретичної механіки і опору матеріалів машинобудівного технікуму. Молодший брат Ігор Ванденко (рід. 1964) в 1997—2016 роках працював шеф-редактором газети «Новые известия».
Публікуватися в газетах почав в четвертому класі, в 1975 році переміг в українському республіканському конкурсі до Дня Перемоги, опублікувавши розповідь про свого діда-ветерана війни.
У 1977 році закінчив середню школу № 30 Ворошиловграда (нині Луганськ) і в тому ж році вступив на факультет журналістики Київського державного університету імені Т. Г. Шевченка.

### Професійна діяльність
Після закінчення журфаку КДУ в 1982 році публікувався в українській республіканській молодіжній пресі, з 1987 року працював власним кореспондентом газети «Піонерська правда» по Україні і Молдові. У числі перших журналістів вирушив висвітлювати аварію на Чорнобильській АЕС. У 1989 році переведений на роботу в Москву на посаду редактора відділу інформації, члена редколегії газети «Пионерская правда».
У 1990 році почав публікувати інтерв'ю в газетах «Труд», «Аргументы и Факты», «Семья», журналі «Огонёк».
З 1992 року працював спочатку відповідальним секретарем, а в 1993—1994 головним редактором приватного тижневика «Новый Взгляд». З середини 1990-х кілька років вів авторську рубрику в газеті «Комсомольская правда» — «Бесіди з Андрієм Ванденко», працював оглядачем в тижневику «Собеседник».
Активно публікувався в більшості російських газет і журналів. Спецкором газети «Советский спорт» висвітлював Олімпійські ігри в Пекіні, Ванкувері, Лондоні, де готував інтерв'ю з російськими чемпіонами і призерами Ігор.
З травня 2003 по березень 2014 року — оглядач щотижневого суспільно-політичного журналу «Итоги», де з 2003 по 2014 рік підготував понад чотириста ексклюзивних інтерв'ю з найбільш відомими особистостями країни, в тому числі, в авторській рубриці «Історія від першої особи» — «Итоги».
Після закриття в березні 2014 року журналу «Итоги» запрошений гендиректором ТАСС Сергієм Михайловим на роботу в ТАСС керівником спецпроєкту «Перші особи», в якому публікує інтерв'ю з російськими чиновниками, політиками і бізнесменами — президентом Росії, керівниками центральних органів виконавчої влади, провідними представниками законодавчої та судової влади, державних корпорацій та компаній.
У жовтні 2020 брав інтерв'ю у Володимира Путіна, під час якого той звинуватив журналіста в «рохканні».

## Премії
- 2006 — лауреат премії «Іскра» в жанрі «Інтерв'ю» за публікацію «Самосуд»[10] в журналі «Итоги»[11].
- 2016 — журналіст року в жанрі «Інтерв'ю» Щорічного Всеросійського конкурсу ділової журналістики РСПП за підсумками 2015 року[12].

## Телеінтерв'ю
- «Володимир Путін» — інтерв'ю записано в рамках спецпроєкту ТАСС «Перші особи» 13 листопада у Владивостоці.[13] Хронометраж — 82 хвилин. Бесіда отримала широкий резонанс в західних ЗМІ[14].
- Проєкт ТАСС «20 запитань Володимиру Путіну» (лютий — березень 2020).